# Gurudug
Gurudug is een bestuurslaag in het regentschap Purwakarta van de provincie West-Java, Indonesië. Gurudug telt 2323 inwoners (volkstelling 2010).